# Bezirk Gualaca
Gualaca ist ein Bezirk (distrito) der Provinz Chiriquí in Panama. Die Einwohnerzahl betrug laut Volkszählung 2023 9.831.

## Gliederung
Der Bezirk Gualaca ist administrativ in folgende Corregimientos unterteilt:
- Gualaca (Hauptstadt)
- Hornito
- Los Ángeles
- Paja de Sombrero
- Rincón